# Galo Capomaggio
Galo Capomaggio (La Plata, Argentina; 25 de febrero de 1997) es un futbolista argentino. Juega de centrocampista y su equipo actual es el Audace Cerignola de la Serie C de Italia.

## Trayectoria
Nacido en La Plata descendiente italiano de Cuneo, Capomaggio se formó en las inferiores del Estudiantes de La Plata desde los 4 años hasta los 18. Ya como sénior en 2016, se unió al Club Defensores de Cambaceres de la tercera división de Argentina.
Aprovechando su pasaporte italiano, Capomaggio continuó su carrera en Italia en 2018, incorporandoce al ASD Stilese A Tassone de la Promozione. Luego, jugó las dos siguientes temporadas en el USD Scalea 1912 de la Eccellenza.
Para la temporada 2021-22, se unió al U.S.D. Città di Fasano en la Serie D, y para el siguiente año daría el salto a la Serie C, fichando en el Audace Cerignola.

## Clubes
| Club                          | País      | Año           |
| ----------------------------- | --------- | ------------- |
| Club Defensores de Cambaceres | Argentina | 2016-2018     |
| ASD Stilese A Tassone         | Italia    | 2018-2019     |
| USD Scalea 1912               | Italia    | 2019-2021     |
| U.S.D. Città di Fasano        | Italia    | 2021-2022     |
| Audace Cerignola              | Italia    | 2022-presente |